# 설성공원 (음성군)
설성공원(雪城公園)은 충청북도 음성군에 있는 공원이다. 음성군 음성읍 시내 중심부에 있다.
본래 공설운동장이었던 곳을 1995년에 공원으로 개조한 곳으로, 규모는 8,370평이다. 음성 출신의 소설가 이무영을 기리는 이무영문학비가 세워져 있으며, 1994년부터 매년 4월 무영제가 거행된다.

## 주요 시설
- 경호정 : 음성군 향토문화유적 제9호
- 삼층석탑 : 충청북도 유형문화재 제129호
- 야외음악당
- 이무영문학비
- 게이트볼 코트
- 수영장
- 음성군유래비
- 향토민속자료전시관